# Yevgeni Chervyakov
Yevgeni Chervyakov foi um diretor de cinema e ator.

## Filmografia

### Diretor
- Poet i tsar (1927)
- Moy syn (1928)
- Goroda i gody (1930)